# 倒閣
倒閣（とうかく）は、内閣を総辞職させること。

## 概説
主に、内閣総理大臣（以下「首相」）・与党主流派に反対する勢力（与党非主流派や野党）が現在の内閣を否定し、積極的に内閣の交代を図る行動を指すことが多い。倒閣の標的となる対象の首相の名前をとって「○○おろし」と呼ばれることもある。
明治年間は、首相の指名は元老内部のたらい回しであったものの、藩閥間の対立に加えて重臣・枢密院・軍部・官僚・政党などを巻き込んだ倒閣運動は日本最初の第1次伊藤博文内閣を襲った「明治20年の危機」（条約改正を巡る倒閣運動、失敗）以来、しばしば発生していた。
特に、大日本帝国憲法下では内閣総理大臣の任免権は天皇にあるとされており、元老・議会といえども総理大臣を辞めさせる法的な権限を有していなかったために、総理大臣が自発的辞任をしない限りは倒閣運動によって総理大臣に圧迫を加えていくしかなかったのである。この傾向は、大正年間に入り、首相の座を巡ってこれら諸勢力による綱引きが始まるようになると一層激化するようになっていった。また軍部が、内閣が自分達の意に沿わないとして軍部大臣現役武官制を盾に取って軍部大臣を出さずに内閣を崩壊させることもあった。
太平洋戦争後は与党内における権力抗争などを念頭に倒閣が行われる。つねに与党内閣を否定している野党の行動に対してはあまり用いない。衆議院で内閣不信任決議の可決をすることが直接的な倒閣となるが、衆議院解散権があるため衆議院議員総選挙で首相支持派が衆議院議席の過半数を占めて再任されるというかたちで続投をすることはできる。また国会における政権基盤の安定によって衆議院から信任され続けて解散総選挙を拒否し続けても、任期切れの総選挙で首相支持派が衆議院議席の過半数を割り首相再任が見込めないという形で内閣退陣に追い込まれることがある。
現実の政治において、国民世論などを背景にさまざまな抗争において与党反主流派や野党は内閣を倒閣させる手法を模索することになる。

## 日本国憲法下での倒閣の手法

### 衆議院で内閣不信任を決議
日本国憲法で明記された法的根拠が存在する倒閣である。
衆議院で内閣不信任決議の可決。10日以内に衆議院解散及び衆議院議員総選挙告示（2つをまとめて「解散総選挙」と略される）か即時の内閣総辞職決定、どちらかを選ばねばならないように仕向ける（期限切れになった場合は総辞職しかあり得ない）。
解散総選挙をしても総選挙後の特別国会の冒頭で一旦総辞職してから首班指名選挙をしなければならないため、衆議院で首相支持派が過半数占めれば続投できるが、過半数を割れば退陣となる。

#### 例
- 第4次吉田内閣 - 吉田自由党の主流派の一部・広川派が突如反主流派に転じた結果内閣不信任決議が可決されて解散となり（バカヤロー解散）、第26回総選挙で吉田自由党は第一党の座こそ確保したものの過半数を34議席も下回る大敗を喫し、吉田はかろうじて改進党の閣外協力を取り付けて決選投票で首班指名を獲得、少数与党で第5次内閣を組織したが、結果的にこれが吉田退陣への序曲となった。

- 宮澤改造内閣 - 自由民主党内反主流派・羽田派の造反により内閣不信任決議が可決されて解散となり（嘘つき解散）、自民党は分裂、第40回総選挙で大敗して宮澤は退陣、自民党も結党以来初めて下野するという結果になった。

- 第2次森内閣 - 党内反主流派が採決欠席によって内閣不信任決議案を可決に持ち込もうとしたが、直前になって執行部の猛烈な切り崩し工作に遭い、敢え無く失敗した（加藤の乱）。

### 首相を出す与党党首の解任または党首選落選
首相を出している与党内で党首を解任させるか党首選で対立候補を当選させて現職党首を落選させることで首相から党首権限を剥奪させて、首相辞任に圧力をかける。与党からの離党や党議違反による処分などのリスクがなく、与党に留まったまま党内手続きに則って首相の党首権限剥奪によって首相辞任に圧力をかけることができる。
実定法上は党首と首相が別人でも問題ないが、ウェストミンスター・システムを範とする議院内閣制においては与党党首が首相たることが慣例（実際に、党首と首相が別人だった体制が持続した例は一度もない）。首相は退陣するのでなければ、離党などして別の形での政権の枠組みを作って政権基盤を整える必要がある。例として、三木武夫内閣や麻生太郎内閣では自民党内反主流派が両院議員総会における総裁解任を検討したが、総裁解任構想は不発に終わった。福田赳夫は首相在任中に定例の総裁選で敗れ、菅義偉は首相在任中に党内情勢の悪化で総裁選出馬断念に追い込まれ、それぞれ退陣した。

### 閣僚及び党幹部の辞任や辞退
閣僚や党幹部のポストについて、首相の方針に反発を意図した辞任や辞退は政権の指導力の低さを印象付け、さらなる求心力低下を引き起こす。辞任・辞退者が実力者であればその効果は大きい。例として、岸信介内閣の三木武夫・池田勇人・灘尾弘吉の三閣僚辞任、田中角栄内閣の三木武夫・福田赳夫・保利茂の三閣僚辞任、三木内閣の福田赳夫の閣僚辞任などがあり、田中内閣と三木内閣は閣僚辞任から半年以内に首相が退陣表明している。

### 閣僚及び党幹部の重要議案反対
閣僚や党幹部が首相が推進したい重要議案に反対し続けることで、首相としては重要議案の推進を断念するか、それでも重要議案を推進する場合は罷免権行使によって閣僚を罷免したり党内手続きによって党幹部を解任することになる。首相の方針に反発を政権幹部の存在自体が政権の指導力の低さを印象付け、さらなる求心力低下を引き起こす。

### 政府重要議案の廃案化
政府重要議案を審議未了または否決で廃案にすることによって首相辞任に圧力をかける。
政局になりそうな議案に党議拘束が掛けられそうな場合は、政権要職にいる政治家が党議拘束にならないようにして廃案に持ち込む。
反執行部の与党議員が党議拘束がある議案の国会採決について廃案を目論む場合は、除名を含めた党内処分を覚悟で反対票・棄権を投じることになる。

#### 例
- 片山哲内閣下では政府予算案が衆議院予算委員会で否決されたため退陣となった。

- 海部俊樹内閣下における政治改革三法案の廃案は倒閣を主目的としたものではなかったが、これにより海部は進退窮まったかたちとなり退陣に至る。

- 第2次小泉改造内閣下の郵政民営化法案の参議院否決も政権の死命を制しかねないものだったが、小泉は解散総選挙（郵政解散）で圧勝したことにより切り抜けた。

### 与党からの離党・連立与党離脱
与党から離党したり連立与党が連立を解消したりすることで政権基盤を不安定化させ、衆議院で内閣不信任が可決されやすくなったり政府重要議案を廃案化しやすくすることによって首相辞任に圧力をかける。羽田孜首班指名直後の日本社会党の閣外離脱は当初かならずしも倒閣を意図したものではなかったが、結果的に自社さ三党の内閣不信任案提出で可決確実が見込まれる情勢につながったため倒閣となった。また、離党ではないが、大平正芳内閣では総選挙敗北後の首班指名で自民党反主流派が大平とは別の自民党候補を首班擁立して失敗した（四十日抗争）。

### 参議院で首相問責決議の可決
参議院で首相問責決議を可決させることで首相辞任に圧力をかける。首相問責決議の可決例として福田康夫や麻生太郎や野田佳彦や安倍晋三の例があり、いずれもねじれ国会の下である。参議院は問責決議可決を理由として内閣提出議案の審議に応じなくなるため、政権運営に支障をきたすこととなる。
福田、麻生、野田については結果的に数ヶ月後に退陣となったが、安倍については直後の参院選での与党勝利によるねじれ解消を経て続投している。法的拘束力のない問責決議の政治的効果については評価が定まっていない。

### 平成中盤の連続倒閣
長期政権で圧倒的な人気を誇った小泉内閣の退陣以降、与党内から相次いで倒閣に向けた言動が見られた。ほとんどの倒閣は「選挙目的」によるもので、閣僚の失言や支持率低迷を理由に党内から退陣要求がたびたび出されていた。そのため、戦後3番目に長い5年5ヶ月も続いた小泉内閣以降は下記の6代に渡って、約1年前後の短命政権が続いていたが、2012年12月の第2次安倍内閣発足と、その後の高支持率の維持によって、連続倒閣運動にピリオドが打たれた。
| 90 | 57 |  |  | 安倍晋三 あべ しんぞう     | 第1次安倍内閣 改造内閣                             | 2006年9月26日 - 2007年9月26日 （366日） | 東京都             | 自由民主党総裁 自民・公明連立政権                                                                 | 安倍おろしを参照 |
| 91 | 58 |  |  | 福田康夫 ふくだ やすお     | 福田康夫内閣 改造内閣                              | 2007年9月26日 - 2008年9月24日 （365日） | 東京府（現東京都） | 自由民主党総裁 自民・公明連立政権                                                                 | 福田おろしを参照 |
| 92 | 59 |  |  | 麻生太郎 あそう たろう     | 麻生内閣                                           | 2008年9月24日 - 2009年9月16日 （358日） | 福岡県             | 自由民主党総裁 自民・公明連立政権                                                                 | 麻生おろしを参照 |
| 93 | 60 |  |  | 鳩山由紀夫 はとやま ゆきお | 鳩山由紀夫内閣                                     | 2009年9月16日 - 2010年6月8日 （266日）  | 東京都             | 民主党代表 民主・社民・国民連立政権、2010年5月30日以降は民主・国民連立政権 1994年以来の非自民首相 | 鳩山おろしを参照 |
| 94 | 61 |  |  | 菅直人 かん なおと         | 菅直人内閣 第1次改造内閣 第2次改造内閣             | 2010年6月8日 - 2011年9月2日 （452日）   | 山口県             | 民主党代表 民主・国民連立政権                                                                     | 菅おろしを参照   |
| 95 | 62 |  |  | 野田佳彦 のだ よしひこ     | 野田内閣 第1次改造内閣 第2次改造内閣 第3次改造内閣 | 2011年9月2日 - 2012年12月26日 （482日） | 千葉県             | 民主党代表 民主・国民連立政権                                                                     | 野田おろしを参照 |

## 倒閣運動の例
三木おろし

大平おろし

中曽根おろし

海部おろし

森おろし

小泉おろし

安倍おろし

福田おろし

麻生おろし

鳩山おろし

菅おろし

岸田おろし

石破おろし